# Volksschule Auf der Schanz
Im Gebäude der ehemaligen Volksschule auf der Schanz in Ingolstadt befinden sich eine Grundschule sowie eine Mittelschule. Es wurde 1957 nach Plänen des damaligen Stadtbaurats Wilhelm Lutter errichtet. Es ist ein Bau der Nachkriegsmoderne.

## Geschichte
Da in den Altstadt-Schulhäusern die Platzprobleme wuchsen, beschloss der Stadtrat 1951 den Neubau einer Altstadt-Volksschule und wählte ein Grundstück an der Straße Auf der Schanz als Baufläche. Dieses Areal erschien durch seine Lage am Grüngürtel, dem sogenannten Glacis, als besonders geeignet, da es fernab vom Straßenverkehr und trotzdem in Nähe des Stadtkerns liegt. Durch finanzielle Schwierigkeiten verzögerte sich der Bau jedoch noch um einige Jahre. Als in der Moritzschule die Zustände unhaltbar wurden, gelang schließlich die Finanzierung.

## Architektur
Zwischen 1954 und 1957 wurde die Pavillonschule in drei Bauabschnitten errichtet. Die Schule ist mit Wandmalereien, Mosaiken und Farbglasfenstern künstlerisch ausgeschmückt. Im Jahr 1963 und 1964 wurde die Schule gemäß dem ursprünglichen Gesamtentwurf durch einen zusätzlichen Klassentrakt ergänzt.

## Kunst am Bau
Es gibt folgende Kunst am Bau:
- 1955: Wandmalerei von Knut Schnurer
- Mosaikbild und Treppenhausgestaltung von Gustav Schneider
- Länder-Serie von Karl Schulz
- Sgraffito
- Wandmosaik

## Denkmal
Die Grundschule, entworfen und gebaut vom Architekten und Ingolstädter Stadtbaurat Wilhelm Lutter, steht seit 2006 unter Denkmalschutz. Sie ist im Denkmalatlas des Bayerischen Landesamtes für Denkmalpflege als Baudenkmal eingetragen.

## Bekannte Schüler
- Andreas Mühlbauer (* 24. April 1995), Volleyballspieler